# Karl Josef von Hefele
Karl Josef von Hefele (ur. 15 marca 1809 w Aalen, zm. 5 czerwca 1893 w Rottenburgu) – niemiecki duchowny katolicki, biskup Rottenburga.

## Życiorys
Urodził się 15 marca 1809 roku w Aalen, w dzielnicy Unterkochen, jako syn królewskiego nadzorcy pieców. Uczęszczał do gimnazjum w Ellwangen i Ehingen, a w latach 1827–1832 studiował na Uniwersytecie w Tybindze. 10 sierpnia 1833 roku przyjął święcenia kapłańskie. Następnie został wikariuszem w Bad Mergentheim oraz nauczycielem w Tybindze i Rottweil. Po tym jak w 1835 roku Johann Adam Möhler poróżnił się z Ferdinandem Christianem Baurem i opuścił Uniwersytet Monachijski, Hefele został tam zatrudniony na wydziale historii Kościoła. W 1839 roku objął wydział teologii, gdzie wykładał historię i patrystykę. Rok później został profesorem zwyczajnym i pozostał na tym stanowisku do 1869 roku. Na początku lat 40. XIX wieku zasiadał też w legislaturze związkowej Ellwangen. Jego wykłady były często odwiedzane przez studentów niemieckich i szwajcarskich, a profesor Alois Knöpfler opublikował podręcznik historii kościelnej na podstawie prelekcji Hefelego. Publikował m.in. w „Kirchenlexikon” i w „Theologische Quartalschrift”, a w okresie 1854–1862 stał na czele diecezjalnego stowarzyszenia sztuki chrześcijańskiej.
W 1852 roku został rektorem uniwersytetu i pełnił tę funkcję przez roczną kadencję, a wkrótce potem został kawalerem Orderu Korony Wirtemberskiej. W 1868 roku udał się do Rzymu, gdzie był konsultantem rady watykańskiej. Po powrocie w 1869 roku został mianowany biskupem Rottenburga i 29 grudnia przyjął sakrę. Zaraz potem ponownie udał się do Rzymu, na obrady soboru watykańskiego, podczas którego sprzeciwiał się wprowadzeniu dogmatu o nieomylności papieża (swoje stanowisko przedstawił w „Causa Honorii Papæ”). Jego poglądy podzielali m.in. Félix Dupanloup (biskup Orleanu) i Georges Darboy (arcybiskup Paryża). W 1871 roku wysłał list pasterski, w którym stwierdził, że „dogmat odnosi się tylko do doktryny podanej ex cathedra, a w niej tylko do definicji, lecz nie do dowodów lub objaśnień”. Rok później wziął udział w kongresie ultramontanistycznym, jednak nie poparł schizmy starokatolików. Po tych wydarzeniach był publicznie atakowany. Zmarł 5 czerwca 1893 roku w Rottenburgu.

## Dzieła
Lista:
- Geschichte der Einführung des Christentums im südwestlichen Deutschland, besonders in Würtemberg (1837)
- Patrum Apostolicorum Opera (1839)
- Das Sendschreiben des Apostels Barnabas (1840)
- Der Kardinal Ximenes und die kirchlichen Zustande Spaniens am Ende des 15. und Anfange des 16. Jahrhunderts (1844)
- Chrysostomuspostille (1845)
- S. Bonaventuræ Breviloquium (1845)
- Beiträge zur Kirchengeschichte, Archäologie und Liturgik (1864)
- History of the Councils of the Church T. 1–7 (1855–1874)